# Tjeckoslovakien i olympiska vinterspelen 1956
Tjeckoslovakien deltog med 41 deltagare vid de olympiska vinterspelen 1956 i Cortina d'Ampezzo. Ingen av landets deltagare erövrade någon medalj.